# George Read
George Read (North East, 1733. szeptember 18. – New Castle, 1798. szeptember 21.) az Amerikai Egyesült Államok szenátora (Delaware, 1789–1793).